# تشارلز ك. فيلدمان
تشارلز ك. فيلدمان (بالإنجليزية: Charles K. Feldman)‏ هو وكيل مواهب ومنتج أفلام أمريكي، ولد في 26 أبريل 1904 في نيويورك في الولايات المتحدة، وتوفي في 25 مايو 1968 في كاليفورنيا في الولايات المتحدة.

## وصلات خارجية
- تشارلز ك. فيلدمان على موقع IMDb (الإنجليزية)
- تشارلز ك. فيلدمان على موقع ألو سيني (الفرنسية)
- تشارلز ك. فيلدمان على موقع أول موفي (الإنجليزية)
- تشارلز ك. فيلدمان على موقع قاعدة بيانات الأفلام السويدية (السويدية)
- تشارلز ك. فيلدمان على موقع قاعدة بيانات الفيلم (الإنجليزية)
- تشارلز ك. فيلدمان على موقع كينوبويسك (الروسية)